# Hương Sơn, Bình Xuyên
Hương Sơn là một xã thuộc huyện Bình Xuyên, tỉnh Vĩnh Phúc, Việt Nam.
Xã Hương Sơn có diện tích 7,87 km², dân số năm 1999 là 4988 người, mật độ dân số đạt 634 người/km².